# Hóquei no gelo nos Jogos Olímpicos de Inverno de 1968
O torneio de hóquei no gelo nos Jogos Olímpicos de Inverno de 1968 foi disputado por quatorze equipes no Palais des Sports de Grenoble, na França, entre 4 e 17 de fevereiro. Essa foi a última vez que os resultados também foram considerados para o Campeonato Europeu e para o Campeonato Mundial da IIHF.
A fórmula de disputa do torneio olímpico consistiu de duas fases. Na fase qualificatória seis equipes disputaram jogos eliminatórios, totalizando três chaves. Os vencedoras dos confrontos classificaram-se para o Grupo A da fase final onde disputaram as posições de medalhas até o oito lugar contra as equipes da União Soviética, Suécia, Estados Unidos, Canadá e Checoslováquia. As equipes derrotadas na qulificatória disputaram o Grupo B com as equipes da Áustria, Japão e França para definir as posições entre o 9º e o 16º lugar. As equipes participantes dos grupos A e B foram determinadas através do desempenho no Campeonato Mundial.
A União Soviética conquistou o bicampeonato olímpico (três medalhas de ouro no total) ao acumular maior número de pontos na fase final. A Checoslováquia ficou com a medalha de prata e o Canadá com o bronze.

## Medalhistas
|  | URS União Soviética |  | TCH Checoslováquia |  | CAN Canadá |
|  | Viktor Zinger Viktor Konovalenko Vitaly Davydov Oleg Zaytsev Viktor Blinov Aleksandr Ragulin Igor Romishevsky Viktor Kuzkin Boris Mayorov Viktor Polupanov Yevgeny Mishakov Anatoly Firsov Anatoly Ionov Vladimir Vikulov Yevgeny Zimin Vyacheslav Starshinov Yury Moiseyev Veniamin Aleksandrov |  | Vladimír Dzurilla Vladimír Nadrchal Oldřich Machač Josef Horešovský Jan Suchý Karel Masopust František Ševčík Jan Havel Petr Hejma Jan Hrbatý Jiří Kochta Jiří Holík Josef Černý Václav Nedomanský Jozef Golonka Jaroslav Jiřík Jan Klapáč František Pospíšil |  | Ken Broderick Wayne Stephenson Marshall Johnston Barry MacKenzie Brian Glennie Paul Conlin Terry O'Malley Ted Hargreaves Ray Cadieux Fran Huck Morris Mott Steve Monteith Gary Dineen Herb Pinder Bill MacMillan Danny O'Shea Roger Bourbonnais Gerry Pinder |

## Fase de qualificação
| 4 de fevereiro | GDR Alemanha Oriental  | 3-1 (2-1, 1-0, 0-0)  | NOR Noruega    |
| 4 de fevereiro | FRG Alemanha Ocidental | 7-0 (1-0, 3-0, 3-0)  | ROM Romênia    |
| 4 de fevereiro | FIN Finlândia          | 11-2 (3-0, 6-0, 2-2) | YUG Iugoslávia |

## Fase final

### Grupo B (9º-14º lugar)
| Equipe         | Pts | J | V | E | D | GP | GC |
| -------------- | --- | - | - | - | - | -- | -- |
| YUG Iugoslávia | 10  | 5 | 5 | 0 | 0 | 33 | 9  |
| JPN Japão      | 8   | 5 | 4 | 0 | 1 | 27 | 12 |
| NOR Noruega    | 6   | 5 | 3 | 0 | 2 | 15 | 15 |
| ROM Romênia    | 4   | 5 | 2 | 0 | 3 | 22 | 23 |
| AUT Áustria    | 2   | 5 | 1 | 0 | 4 | 12 | 27 |
| FRA França     | 0   | 5 | 0 | 0 | 5 | 9  | 32 |

| 7 de fevereiro  | YUG Iugoslávia | 5-1 (2-0, 0-0, 3-1)  | JPN Japão      |
| 7 de fevereiro  | ROM Romênia    | 3-2 (2-0, 2-1, 2-0)  | AUT Áustria    |
| 8 de fevereiro  | FRA França     | 1-4 (1-1, 0-2, 0-1)  | NOR Noruega    |
| 9 de fevereiro  | FRA França     | 3-7 (0-2, 0-2, 3-3)  | ROM Romênia    |
| 9 de fevereiro  | YUG Iugoslávia | 6-0 (2-0, 2-0, 2-0)  | AUT Áustria    |
| 10 de fevereiro | NOR Noruega    | 0-4 (0-2, 0-2, 0-0)  | JPN Japão      |
| 11 de fevereiro | FRA França     | 2-5 (0-1, 2-3, 0-1)  | AUT Áustria    |
| 12 de fevereiro | ROM Romênia    | 4-5 (0-3, 3-1, 1-1)  | JPN Japão      |
| 12 de fevereiro | NOR Noruega    | 5-4 (3-1, 2-1, 0-2)  | AUT Áustria    |
| 13 de fevereiro | FRA França     | 1-10 (0-6, 0-1, 1-3) | YUG Iugoslávia |
| 14 de fevereiro | NOR Noruega    | 4-3 (2-2, 1-1, 1-0)  | ROM Romênia    |
| 15 de fevereiro | JPN Japão      | 11-1 (1-0, 6-0, 4-1) | AUT Áustria    |
| 16 de fevereiro | YUG Iugoslávia | 9-5 (5-3, 1-1, 3-1)  | ROM Romênia    |
| 17 de fevereiro | FRA França     | 2-6 (0-0, 0-4, 2-2)  | JPN Japão      |
| 17 de fevereiro | NOR Noruega    | 2-3 (1-1, 0-0, 1-2)  | YUG Iugoslávia |

### Grupo A (1º-8º lugar)
| Equipe                 | Pts | J | V | E | D | GP | GC |
| ---------------------- | --- | - | - | - | - | -- | -- |
| URS União Soviética    | 12  | 7 | 6 | 0 | 1 | 48 | 10 |
| TCH Checoslováquia     | 11  | 7 | 5 | 1 | 1 | 33 | 17 |
| CAN Canadá             | 10  | 7 | 5 | 0 | 2 | 28 | 15 |
| SWE Suécia             | 9   | 7 | 4 | 1 | 2 | 23 | 18 |
| FIN Finlândia          | 7   | 7 | 3 | 1 | 3 | 17 | 23 |
| USA Estados Unidos     | 5   | 7 | 2 | 1 | 4 | 23 | 28 |
| FRG Alemanha Ocidental | 2   | 7 | 1 | 0 | 6 | 13 | 39 |
| GDR Alemanha Oriental  | 0   | 7 | 0 | 0 | 7 | 13 | 48 |

| 6 de fevereiro  | URS União Soviética   | 8-0 (3-0, 2-0, 3-0)  | FIN Finlândia          |
| 6 de fevereiro  | TCH Checoslováquia    | 5-1 (1-1, 2-0, 2-0)  | USA Estados Unidos     |
| 6 de fevereiro  | CAN Canadá            | 6-1 (0-0, 4-1, 2-0)  | FRG Alemanha Ocidental |
| 7 de fevereiro  | SWE Suécia            | 4-3 (0-0, 4-2, 0-1)  | USA Estados Unidos     |
| 7 de fevereiro  | URS União Soviética   | 9-0 (4-0, 2-0, 3-0)  | GDR Alemanha Oriental  |
| 8 de fevereiro  | CAN Canadá            | 2-5 (1-2, 0-1, 1-2)  | FIN Finlândia          |
| 8 de fevereiro  | TCH Checoslováquia    | 5-1 (1-0, 2-0, 2-1)  | FRG Alemanha Ocidental |
| 9 de fevereiro  | SWE Suécia            | 5-4 (4-3, 0-0, 1-1)  | FRG Alemanha Ocidental |
| 9 de fevereiro  | URS União Soviética   | 10-2 (6-0, 4-2, 0-0) | USA Estados Unidos     |
| 9 de fevereiro  | CAN Canadá            | 11-0 (4-0, 4-0, 3-0) | GDR Alemanha Oriental  |
| 10 de fevereiro | TCH Checoslováquia    | 4-3 (0-1, 3-0, 1-2)  | FIN Finlândia          |
| 10 de fevereiro | SWE Suécia            | 5-2 (1-0, 2-1, 2-1)  | GDR Alemanha Oriental  |
| 11 de fevereiro | CAN Canadá            | 3-2 (1-2, 0-0, 2-0)  | USA Estados Unidos     |
| 11 de fevereiro | URS União Soviética   | 9-1 (4-1, 4-0, 1-0)  | FRG Alemanha Ocidental |
| 12 de fevereiro | TCH Checoslováquia    | 10-3 (5-2, 1-0, 4-1) | GDR Alemanha Oriental  |
| 12 de fevereiro | SWE Suécia            | 5-1 (1-0, 2-1, 2-0)  | FIN Finlândia          |
| 12 de fevereiro | USA Estados Unidos    | 8-1 (2-1, 4-0, 2-1)  | FRG Alemanha Ocidental |
| 13 de fevereiro | URS União Soviética   | 3-2 (1-1, 0-0, 2-1)  | SWE Suécia             |
| 13 de fevereiro | TCH Checoslováquia    | 2-3 (0-0, 0-3, 2-0)  | CAN Canadá             |
| 14 de fevereiro | FIN Finlândia         | 3-2 (2-1, 1-0, 0-1)  | GDR Alemanha Oriental  |
| 15 de fevereiro | USA Estados Unidos    | 6-4 (3-1, 1-1, 2-2)  | GDR Alemanha Oriental  |
| 15 de fevereiro | CAN Canadá            | 3-0 (2-0, 0-0, 1-0)  | SWE Suécia             |
| 15 de fevereiro | URS União Soviética   | 4-5 (1-3, 1-1, 2-1)  | TCH Checoslováquia     |
| 16 de fevereiro | FIN Finlândia         | 4-1 (2-1, 1-0, 1-0)  | FRG Alemanha Ocidental |
| 17 de fevereiro | FIN Finlândia         | 1-1 (1-1, 0-0, 0-0)  | USA Estados Unidos     |
| 17 de fevereiro | GDR Alemanha Oriental | 2-4 (0-1, 1-2, 1-1)  | FRG Alemanha Ocidental |
| 17 de fevereiro | URS União Soviética   | 5-0 (1-0, 1-0, 3-0)  | CAN Canadá             |
| 17 de fevereiro | SWE Suécia            | 2-2 (1-1, 0-1, 1-0)  | TCH Checoslováquia     |

## Classificação final
| Pos.   | Equipe                 |
| ------ | ---------------------- |
| Ouro   | URS União Soviética    |
| Prata  | TCH Checoslováquia     |
| Bronze | CAN Canadá             |
| 4      | SWE Suécia             |
| 5      | FIN Finlândia          |
| 6      | USA Estados Unidos     |
| 7      | FRG Alemanha Ocidental |
| 8      | GDR Alemanha Oriental  |
| 9      | YUG Iugoslávia         |
| 10     | JPN Japão              |
| 11     | NOR Noruega            |
| 12     | ROM Romênia            |
| 13     | AUT Áustria            |
| 14     | FRA França             |